# Didemnum parvum
Didemnum parvum är en sjöpungsart som beskrevs av Monniot, F. 2003. Didemnum parvum ingår i släktet Didemnum och familjen Didemnidae. Inga underarter finns listade i Catalogue of Life.